# Smash Mouth
Smash Mouth is een Amerikaanse rockgroep die in 1994 in San Jose, Californië werd opgericht door zanger Steve Harwell, gitarist Gregg Camp, bassist Paul De Lisle en drummer Kevin Coleman. De band legt zich toe op vrolijke poprock met invloeden van surf- en garagerock. 

## Geschiedenis
Nadat Harwells rapgroep F.O.S. uit elkaar ging zocht hij zijn jeugdvriend Coleman op en speelden samen in Colemans garage. Het was de manager van Coleman die de twee jeugdvrienden voorstelde aan Gregg Camp, die juist de lokale muziekband Lackadaddy vaarwel had gezegd. Camps voormalige groepslid Paul De Lisle complementeerde de groep. 
Smash Mouth werd ontdekt door producent Eric Valentine, die een demo met twee liedjes produceerde. Met de demo ging de groep naar een lokaal radiostation in San Francisco, alwaar hun nummers regelmatig gedraaid werden. Na een optreden op een zomerfestival met No Doubt en Beck dook de groep de studio in voor de opnames van hun debuutalbum, Fush yu mang. Het album werd in 1997 uitgegeven door Interscope en de groep scoorde een grote hit met de single Walking on the sun. Op tournee werd toetsenist Michael Klooster aan de groep toegevoegd, gevolgd door percussionist Mark Cervantes.
In 1999 verscheen hun tweede album, Astro lounge. De tweede single van het album, All star, verscheen opeenvolgend in de films Mystery Men, Digimon: The Movie, Shrek en Rat Race. Voor Shrek nam de groep ook een cover van The Monkees' I'm a believer op. Na de uitgave van het album The East Bay sessions in 1999 moest Kevin Coleman de groep verlaten wegens rugproblemen; hij werd eerst vervangen door Michael Urbano en daarna door Jason Sutter.
In de volgende jaren verschenen de albums Smash Mouth (2001), Get the picture? (2003), All star smash hits (2005), The gift of rock (2005), Summer girl (2006) en Magic (2012), maar het succes van hun eerdere albums werd niet meer geëvenaard.
Harwell overleed op 4 september 2023 op 56-jarige leeftijd aan leverfalen.

## Bezetting
Huidige leden
- Paul De Lisle – basgitaar, achtergrondzang (1994–heden)
- Jason Sutter – drumstel, percussie (2006–2007, 2011, 2013–heden)
- Michael Klooster – toetsen, programmering, achtergrondzang (1997-heden)
- Sean Hurwitz – gitaar, achtergrondzang (2011–2012, 2012–heden)

Voormalige leden
- Steve Harwell – zang, piano, toetsen (1994–2021, overleden september 2023)
- Greg Camp – gitaar, achtergrondzang, toetsen/draaitafel (studio) (1994–2008, 2009–2011)
- Kevin Coleman – drumstel, percussie (1994–1999)
- Michael Urbano – drumstel, percussie (1999, 2000–2006, 2009–2010)
- Mitch Marine – drumstel, percussie (1999–2000, 2006, 2007–2009, 2010)
- Leroy Miller – gitaar, achtergrondzang (2008–2009)
- Randy Cooke – drumstel, percussie, achtergrondzang (2010–2011, 2011–2012, 2013)
- Charlie Paxson – drumstel, percussie, achtergrondzang (2011, 2012–2013)
- Mike Krompass – gitaar, achtergrondzang (2012)
- Mark Cervantes – percussie, theremin, achtergrondzang (1999–2008)
- Miles Zuniga – gitaar (2013)

## Discografie
- Fush yu mang (1997)
- Astro lounge (1999)
- The East Bay sessions (1999)
- Smash Mouth (2001)
- Get the picture? (2003)
- All Star smash hits (2005)
- The gift of rock (2005)
- Summer girl (2006)
- Magic (2012)

### NPO Radio 2 Top 2000
| Nummer met noteringen in de NPO Radio 2 Top 2000 | '16  | '17  | '18 | '19  | '20  | '21  | '22  | '23  | '24  |
| ------------------------------------------------ | ---- | ---- | --- | ---- | ---- | ---- | ---- | ---- | ---- |
| All Star                                         | 1890 | 1313 | 815 | 1180 | 1474 | 1669 | 1945 | 1579 | 1969 |

1. ↑  Een vetgedrukt getal geeft de hoogste notering aan.
2. ↑  2016 was het eerste jaar met een notering voor dit nummer.